# Eléazar ben Pedat
Rabbi Eléazar ben Pedat (hébreu : רבי אלעזר בן פדת) est un docteur du Talmud ayant vécu en Galilée entre le IIIe siècle et le début du IVe siècle. Il est souvent cité dans le Talmud de Jérusalem et le Midrash sous son seul prénom, ce qui entraîne une certaine confusion avec le Tanna Rabbi Eléazar ben Shammoua.

## Éléments de biographie
Eléazar ben Pedat est membre de la caste sacerdotale d’Israël (un jour, pris de faiblesse, il ne peut participer avec les autres prêtres à la bénédiction sacerdotale). Originaire de Babylone, il y étudie auprès de Rav et Chemouel, avant d’émigrer en Galilée où il s’attache à Rabbi Yohanan ; lorsque ce dernier et Rabbi Chimon ben Lakich lui reprochent de transmettre les enseignements de Rabbi Yohanan sans en rapporter l’auteur, Rabbi Yaakov bar Idi rappelle que Josué en a fait de même avec Moïse sans que personne s’y méprenne puisque leurs rapports de maître à disciple étaient de notoriété publique (de fait, les rares opinions de Rabbi Eléazar qu’il rapporte en son nom propre sont elles aussi attribuées par les gens à Rabbi Yohanan). 
Ordonné rabbi, Rabbi Eléazar fait partie du cercle d'experts qui décide de l’intercalation de mois embolismiques dans l’année hébraïque.